# All Parties Hurriyat Conference
L'All Parties Hurriyat Conference, noto anche con l'acronimo APHC è un movimento politico formato 10 marzo 1993 quale alleanza di 26 organizzazioni politiche, sociali e religiose in Kashmir. 
Nel gennaio 2010 Tabish Bhat è stato eletto a capo del movimento.

## Finalità
Si è formata per ottenere il diritto di autodeterminazione in base alla risoluzione 47 del Consiglio di Sicurezza delle Nazioni Unite.
L'obiettivo primario della All Parties Hurriyat Conference è quello di avere un governo islamico in Jammu e Kashmir e rendere autonome le regioni tra India e Pakistan.